# Yemisi Ogunleye
Yemisi Magdalena Ogunleye, née le 3 octobre 1998, est une athlète allemande spécialiste du lancer du poids. Elle est médaillée d'argent lors des Mondiaux en salle 2024.

## Carrière
Aux Championnats du monde en salle 2024, Yemisi Ogunleye décroche la médaille d'argent au lancer du poids. Prenant la tête du concours dès son premier lancer avec un jet à 20,19 m, améliorant son record personnel, elle est finalement battue par la Canadienne Sarah Mitton qui réussit un dernier jet à 20,22 m.

## Palmarès

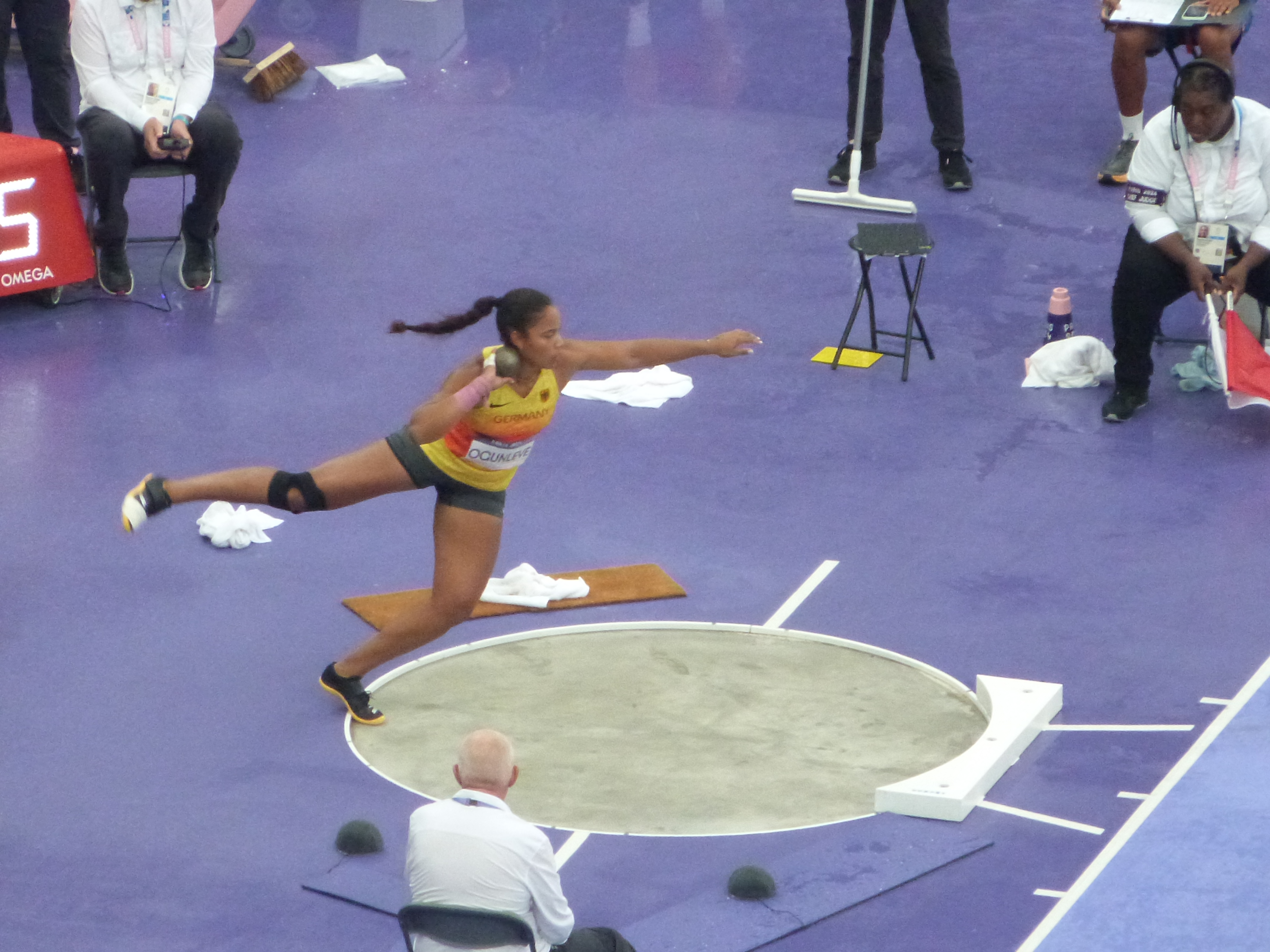
Yemisi Ogunleye lors de la finale olympique (2024)

| Date | Compétition                    | Lieu      | Place | Marque  |
| ---- | ------------------------------ | --------- | ----- | ------- |
| 2015 | Championnats du monde jeunesse | Cali      | 7e    | 16,73 m |
| 2017 | Championnats d'Europe juniors  | Grosseto  | 6e    | 15,69 m |
| 2023 | Championnats du monde          | Budapest  | 10e   | 18,97 m |
| 2024 | Championnats du monde en salle | Glasgow   | 2e    | 20,19 m |
| 2024 | Championnats d'Europe          | Rome      | 3e    | 18,62 m |
| 2024 | Jeux olympiques                | Paris     | 1re   | 20,00 m |
| 2025 | Championnats d'Europe en salle | Apeldoorn | 2e    | 19,56 m |

## Records
| Épreuve         | Distance | Lieu    | Date          |
| --------------- | -------- | ------- | ------------- |
| Lancer du poids | 20,19 m  | Glasgow | 1er mars 2024 |